# 楊朝景
楊朝景（英語：Yang Chao-jing，2005年11月8日—），台灣足球運動員，司職前鋒，現時效力台灣企業甲級足球聯賽球隊台中磐石，2024年開始入選中華台北足球代表隊。

## 生平
楊朝景高中就讀台中惠文高中，協助該校贏得中等學校11人制足球聯賽三連冠。高中畢業後，升讀國立臺灣體育大學，並隨同台中磐石角逐台灣乙級足球聯賽，上陣8場射入9球，榮膺台灣乙級足球聯賽神射手，2025年2月3日加盟中国香港超級聯賽球隊九龍城区体育会。
2025年2月26日，杨朝景首次代表九龍城区体育会上陣，之后射入一球，協助球隊以3比2反勝班霸傑志。

## 國家隊生涯
楊朝景在2024年3月，首次代表中華台北代表隊出賽，至今在國際賽A級賽事共有2次上場紀錄。

## 個人榮譽
- 台灣乙級足球聯賽神射手 1次（2024年）

## 外部連結
- 九龍城足球會官方網頁 （页面存档备份，存于）